# Cypriotisch voetbalkampioenschap 1995/96
In 1995/96 werd het 58e Cypriotische voetbalkampioenschap gespeeld. APOEL FC won de competitie voor 16e keer.

## Stadions
| Club         | Stadion                     |
| ------------ | --------------------------- |
| AEK Larnaca  | GSZ Stadion                 |
| AEL          | Tsirionstadion              |
| Alki         | GSZ Stadion                 |
| Anorthosis   | Antonis Papadopoulosstadion |
| APOEL        | Makariostadion              |
| Apollon      | Tsirionstadion              |
| Aris         | Tsirionstadion              |
| Ethnikos     | Dasakistadion               |
| Enosis       | Paralimni Municipal Stadium |
| Evagoras     | Pafiakostadion              |
| Nea Salamina | Ammochostosstadion          |
| Olympiakos   | Makariostadion              |
| Omonia Ar.   | Aradippou Municipal Stadium |
| Omonia       | Makariostadion              |

## Stand
| Pos | Team                  | Wed | W  | G  | V  | Ptn | DV | DT | +/− | Kwalificatie of degradatie                            |
| --- | --------------------- | --- | -- | -- | -- | --- | -- | -- | --- | ----------------------------------------------------- |
| 1   | APOEL (C)             | 26  | 19 | 7  | 0  | 64  | 65 | 21 | +44 | Gekwalificeerd voor Eerste Voorronde UEFA Cup 1996/97 |
| 2   | Anorthosis            | 26  | 16 | 7  | 3  | 55  | 50 | 23 | +27 | Gekwalificeerd voor Eerste Voorronde UEFA Cup 1996/97 |
| 3   | Omonia                | 26  | 16 | 5  | 5  | 53  | 66 | 30 | +36 |                                                       |
| 4   | AEK                   | 26  | 16 | 5  | 5  | 53  | 44 | 21 | +23 | Gekwalificeerd voor Voorronde Europacup II 1996/97    |
| 5   | Apollon               | 26  | 10 | 10 | 6  | 40  | 42 | 29 | +13 | Gekwalificeerd voor Groepfase UEFA Intertoto Cup 1996 |
| 6   | Ethinikos Achna       | 26  | 9  | 10 | 7  | 37  | 36 | 33 | +3  |                                                       |
| 7   | Enosis Neon Paralimni | 26  | 8  | 9  | 9  | 33  | 37 | 40 | −3  |                                                       |
| 8   | Nea Salamina          | 26  | 10 | 3  | 13 | 33  | 37 | 48 | −11 |                                                       |
| 9   | Aris                  | 26  | 7  | 10 | 9  | 31  | 34 | 36 | −2  |                                                       |
| 10  | Alki                  | 26  | 8  | 7  | 11 | 31  | 42 | 46 | −4  |                                                       |
| 11  | Olympiakos            | 26  | 8  | 6  | 12 | 30  | 24 | 32 | −8  |                                                       |
| 12  | AEL (R)               | 26  | 6  | 6  | 14 | 24  | 37 | 49 | −12 | Degradatie naar B' Kategoria 1996/97                  |
| 13  | Evagoras (R)          | 26  | 2  | 7  | 17 | 13  | 21 | 59 | −38 | Degradatie naar B' Kategoria 1996/97                  |
| 14  | Omonia Ar. (R)        | 26  | 0  | 2  | 24 | 2   | 18 | 86 | −68 | Degradatie naar B' Kategoria 1996/97                  |

1. ↑  AEK Larnaca is gekwalificeerd naar Europacup II 1996/97 omdat winnaar van  Cypriot Cup 1994/95 is APOEL. APOEL FC is al gekwalificeerd naar UEFA Cup 1996/97.

## Resultaten
| Thuis \ Uit  | AEK | AEL | ALK | ANR | APN | APL | ARS | ETH | ENP | EVG | NSL | OLY | OMA | OMN |
| ------------ | --- | --- | --- | --- | --- | --- | --- | --- | --- | --- | --- | --- | --- | --- |
| AEK Larnaca  |     | 1–1 | 3–1 | 2–2 | 0–0 | 3–0 | 2–1 | 2–1 | 3–0 | 2–0 | 4–1 | 1–0 | 1–0 | 3–0 |
| AEL          | 0–3 |     | 2–3 | 1–1 | 0–3 | 1–1 | 1–2 | 0–0 | 2–2 | 5–1 | 0–1 | 3–1 | 3–1 | 1–2 |
| Alki         | 1–3 | 2–4 |     | 0–3 | 1–2 | 2–2 | 0–2 | 3–3 | 0–0 | 1–0 | 5–0 | 1–0 | 5–1 | 2–0 |
| Anorthosis   | 2–1 | 2–2 | 2–2 |     | 3–3 | 1–0 | 4–2 | 2–0 | 5–0 | 2–0 | 3–2 | 1–0 | 6–0 | 1–0 |
| APOEL        | 1–0 | 3–0 | 2–1 | 3–0 |     | 1–0 | 2–2 | 3–2 | 3–2 | 5–1 | 4–1 | 1–0 | 5–0 | 1–1 |
| Apollon      | 3–1 | 3–1 | 3–0 | 0–0 | 0–2 |     | 2–1 | 2–0 | 1–1 | 1–1 | 3–3 | 0–0 | 5–0 | 1–2 |
| Aris         | 1–1 | 1–0 | 2–3 | 2–0 | 1–1 | 1–1 |     | 1–1 | 0–0 | 3–0 | 1–2 | 1–2 | 1–1 | 1–4 |
| Ethnikos     | 1–1 | 2–1 | 1–1 | 0–0 | 1–4 | 3–0 | 1–1 |     | 0–0 | 1–1 | 1–0 | 4–1 | 2–1 | 0–2 |
| ENP          | 1–0 | 4–1 | 2–1 | 0–3 | 1–1 | 0–2 | 3–1 | 2–3 |     | 5–1 | 1–1 | 2–1 | 4–1 | 0–1 |
| Evagoras     | 0–1 | 0–2 | 2–2 | 0–2 | 1–1 | 0–5 | 1–2 | 0–0 | 2–2 |     | 1–2 | 0–2 | 5–0 | 0–2 |
| Nea Salamina | 0–1 | 2–1 | 1–0 | 0–1 | 1–4 | 1–2 | 2–0 | 1–4 | 2–1 | 1–1 |     | 4–0 | 4–1 | 2–5 |
| Olympiakos   | 0–2 | 1–0 | 2–0 | 1–2 | 0–2 | 2–2 | 0–0 | 2–0 | 1–1 | 1–0 | 1–0 |     | 1–1 | 0–1 |
| Omonia Ar.   | 1–2 | 1–3 | 3–4 | 0–2 | 0–4 | 1–2 | 1–3 | 1–3 | 1–2 | 1–2 | 0–3 | 0–2 |     | 0–9 |
| Omonia N.    | 3–1 | 6–2 | 1–1 | 2–0 | 2–4 | 1–1 | 1–1 | 1–2 | 3–1 | 8–1 | 3–0 | 3–3 | 3–1 |     |

## Topscores
| Rank | Spelers        | Club     | Doelpunten |
| ---- | -------------- | -------- | ---------- |
| 1    | József Kiprich | APOEL FC | 25         |

## Kampioen
| 1995/96                       |
| Cyprus                        |
| ----------------------------- |
| APOEL FC Kampioen (16° titel) |

1934/35 · 1935/36 · 1936/37 · 1937/38 · 1938/39 · 1939/40 · 1940/41 · 1941/42 · 1942/43 · 1943/44 ·  1944/45 · 1945/46 · 1946/47 · 1947/48 · 1948/49 · 1949/50 · 1950/51 · 1951/52 · 1952/53 · 1953/54 · 1954/55 · 1955/56 · 1956/57 · 1957/58 · 1958/59 ·  1959/60 · 1960/61 · 1961/62 · 1962/63 · 1963/64 · 1964/65 · 1965/66 · 1966/67 · 1967/68 · 1968/69 · 1969/70 · 1970/71 · 1971/72 · 1972/73 · 1973/74 · 1974/75 · 1975/76 · 1976/77 · 1977/78 · 1978/79 · 1979/80 · 1980/81 · 1981/82 · 1982/83 · 1983/84 · 1984/85 · 1985/86 · 1986/87 · 1987/88 · 1988/89 · 1989/90 · 1990/91 · 1991/92 · 1992/93 · 1993/94 · 1994/95 · 1995/96 · 1996/97 · 1997/98 · 1998/99 · 1999/00 · 2000/01 · 2001/02 · 2002/03 · 2003/04 · 2004/05 · 2005/06 · 2006/07 · 2007/08 · 2008/09 · 2009/10 · 2010/11 · 2011/12 · 2012/13 · 2013/14 · 2014/15 · 2015/16 · 2016/17 · 2017/18 · 2018/19 · 2019/20 · 2020/21 · 2021/22